# Uitgeverij René de Milliano
Uitgeverij René de Milliano is een regionale uitgeverij, gespecialiseerd in boeken over Amsterdam. 
'De Pijp - Monument van een Wijk' is het eerste boek dat van deze uitgeverij verscheen. Daarna volgden nog vele andere buurten en wijken van Amsterdam. Boeken over de Pijp, Zeeburg, Oost, Oud-West, Nieuw-West, Bos en Lommer, de Baarsjes, Oud-Zuid en Westerpark. In deze boeken wordt aan de hand van veel illustraties de geschiedenis van een buurt beschreven. 
De basis van het boek 'De Pijp - 100 jaar verandering in beeld' van Paul Fennis wordt gevormd door een selectie uit de honderden ansichten die er sinds de vorige eeuwwisseling van de Pijp zijn gemaakt. Aangevuld met foto's van diezelfde plek met het hedendaagse beeld. Deze compacte negentiende-eeuwse wijk rond het Sarphatipark is de afgelopen decennia grondig gerenoveerd. Zowel in de oude Pijp als in de monumentale Amsterdamse School-bouw van Plan Zuid is echter veel van de vroegere sfeer bewaard gebleven. De unieke geschiedenis maakt het Quartier Latin van Amsterdam tot een wijk met een geheel eigen karakter. 
Tevens zijn er boeken verschenen over andere plaatsen zoals: 'Nieuwer Amstel en Amstelveen', 'Koloniehuizen in Egmond', 'Zoeterwoude 725', 'Haarlemmermeer 1852-2002', 'Baarn zoals 't was', 'Molens langs de Zaan'
Literaire bundels, fotoboeken en biografieën zijn ook in het fonds opgenomen. Voor de door Ton Heijdra samengestelde literaire bundel, 'De Pijp - Quartier Latin van Amsterdam', schreef Simon Vinkenoog een speciale bijdrage: 'De Pijp in en uit'. Ook werd van A.F.Th. van der Heijden de nog niet eerder volledig verschenen versie van 'Schortjesgevels' opgenomen. Van de fotograaf Martijn Gallenkamp verscheen het fotoboek 'Water & Staal' dat de mens in beeld brengt tussen de enorme machinerie van de Amsterdamse haven. In dit boek wordt op een unieke manier de Amsterdamse haven in beeld gebracht, de mens tussen reusachtige schepen, enorme machinerieën en uitgestrekte wateroppervlaktes. 
Enkele uitgaven hebben betrekking op het Amsterdamse jodendom, waaronder Ab Caransa's boek: 'Handwerkers Vriendenkring 1869-1942; Een arbeidersgeschiedenis'. Een bijzondere uitgave is het boek van Werner Löwenhardt 'Ik houd niet van reizen in oorlogstijd.' over het kamp Westerbork waar hij met toestemming van de kampcommandant zijn tekeningen mocht maken en op die manier zijn leven kon redden. In 'Van de Montelbaanstoren naar het Minervaplein' wordt de lezer aan de hand van tweehonderdvijftig prentbriefkaarten uit de bij het Joods Historisch Museum ondergebrachte unieke collectie van rasverzamelaar Jaap van Velzen gevoerd van de krotten van Uilenburg en de Jodenhoek via de lanen van de Plantage naar de woonblokken van de nieuwe joodse wijken in Oost en Zuid.

## Over de uitgever
De uitgeverij is in 1989 in Amsterdam gestart door René de Milliano, geboren 28 november 1951 in de Henri Polaklaan in Amsterdam en opgegroeid in dezelfde stad in stadsdeel Slotermeer. Hij volgde een opleiding na de Lourdesschool aan het Pius X College in de Jan Tooropstraat in Amsterdam en aan het St. Janscollege in 's-Hertogenbosch. Na anderhalf jaar wiskunde aan de TH in Eindhoven en militaire dienst studeerde hij af in de Sociale Geografie en Filosofie aan de Universiteit van Amsterdam. 